# 乌拉纽斯火山群

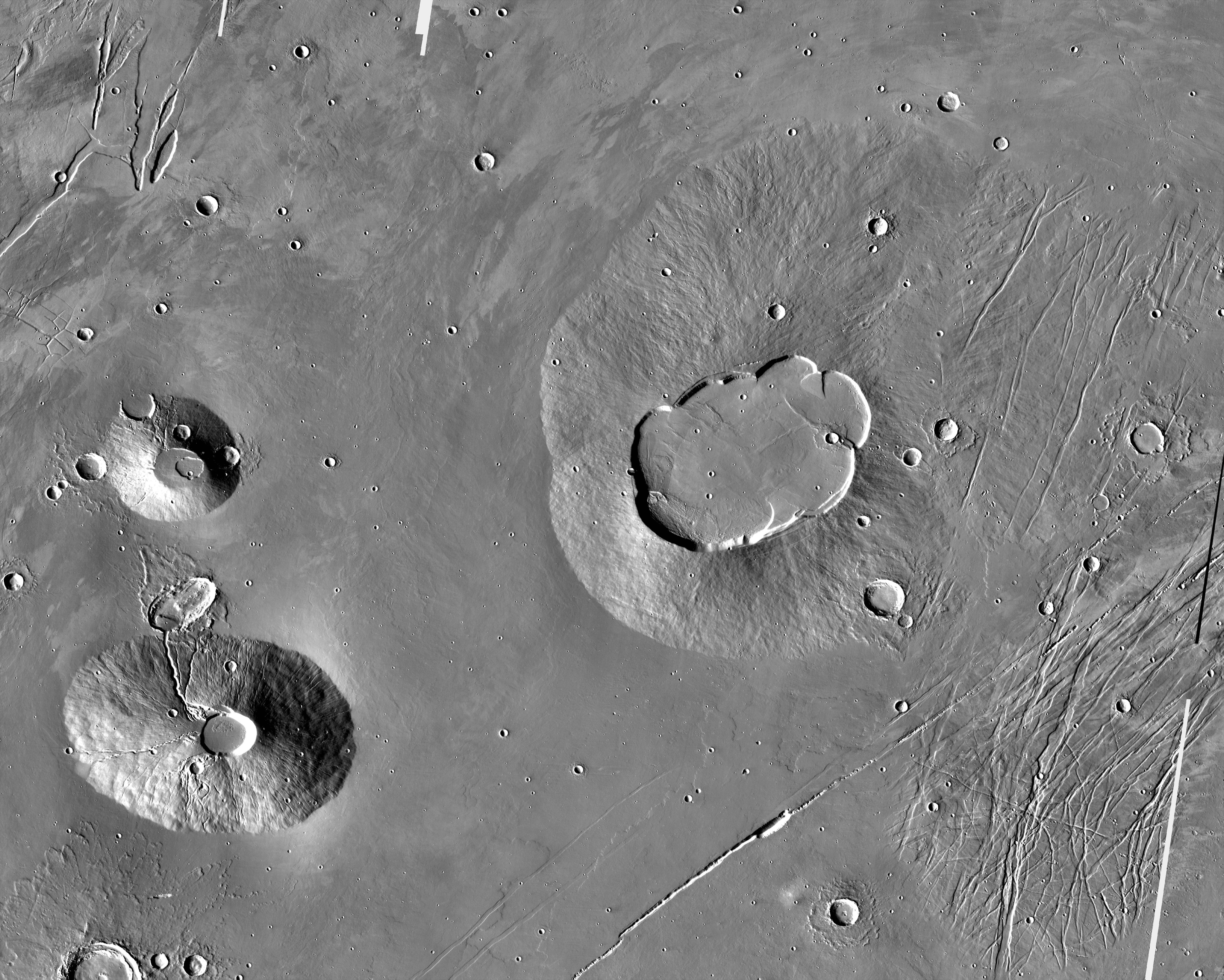
2001火星奥德赛号 热辐射成像系统拍摄的乌拉纽斯火山群: 什洛尼尔斯火山丘（左下）、乌拉纽斯火山丘（左中）及乌拉纽斯火山（右上），该图像的水平比例为50公里。

乌拉纽斯火山群（Uranius group of volcanoes）位于火星塔尔西斯东北部，包括了什洛尼尔斯火山丘、乌拉纽斯火山丘及乌拉纽斯火山。它们与西南的塔尔西斯山群一起构成塔尔西斯地区线性火山链的一部分。
它们形成的年代可追溯到晚赫斯珀利亚纪时期，是塔尔西斯区火山活动最早阶段的一部分。这三座火山都被解释为是玄武岩盾，乌拉纽斯火山群的火山活动时间很短（仅有1-10万年）且要明显比主要的塔尔西斯火山更古老。